# Franjo Batthyány
Franjo Batthyány (Baćan) (1479. − 1566.) je bio hrvatski plemić iz obitelji Batthyány (Baćana). S njime je nastavljen uspon te plemićke obitelji u Kraljevstvu Hrvatskoj i Slavoniji. Obnašao je dužnost hrvatskog bana od 1525. do 1533. ijajačkog bana.
Borio se u mohačkoj bitci. U građanskom ratu u Hrvatskoj i Ugarskoj između pristaša Habsburga i Zapolje, stavio se na stranu Ferdinanda I. Habsburga.